# Tagaranna
Tagaranna (tyska: Taggarand) är en by på ön Ösel i Estland. Den ligger i Ösels kommun och landskapet Saaremaa (Ösel), 175 km sydväst om huvudstaden Tallinn och 35 km norr om residensstaden Kuressaare. Antalet invånare var åtta år 2011.
Tagaranna tillhörde Mustjala kommun 1992–2014. Den enda angränsande byn är Ninase som ligger söder om Tagaranna. Byn var tidigare ett viktigt fiskeläge.
Tagaranna ligger utmed Ösels nordvästkust mot Östersjön och på udden Ninase poolsaar. Den yttersta spetsen av udden benämns Ninase pank (Ninase klint) och utgörs av en klint (kalkstensstup) som är omkring 5 km hög och en kilometer lång. Ninaseudden avgränsas i väster av viken Kugalepa laht och i öster av Küdema laht. 